# Genomsnittlig intäkt per användare
Genomsnittlig intäkt per användare (engelska Average Revenue Per User (ARPU)) ett mått som företrädesvis används av teleoperatörer och  Internetleverantör och definieras som den totala intäkten dividerat med antalet användare (kund eller abonnenter).
Termen används av företag som tillhandahåller sina kunder en form av abonnemang, till exempel, mobiloperatörer, teleoperatörer och  Internetleverantörer. Det är ett mått på den intäkt som genereras per användare per månad eller år. Inom mobiltelefoni anger ARPU den totala avgift som debiteras genomsnittsanvändaren (abonnenten) per månad i form av både samtals- och abonnemangsavgifter.
Måttet ger att företag en detaljerad bild per användare för att följa den totala intäkten och dess tillväxt.